# Canadian (Oklahoma)
Canadian es un pueblo ubicado en el condado de Pittsburg en el estado estadounidense de Oklahoma. En el año 2010 tenía una población de 220 habitantes y una densidad poblacional de 115,79 personas por km².

## Geografía
Canadian se encuentra ubicado en las coordenadas 35°10′30″N 95°39′18″O / 35.17500, -95.65500 (35.175033, -95.654947).

## Demografía
Según la Oficina del Censo en 2000 los ingresos medios por hogar en la localidad eran de $18,281 y los ingresos medios por familia eran $31,250. Los hombres tenían unos ingresos medios de $21,750 frente a los $27,188 para las mujeres. La renta per cápita para la localidad era de $13,824. Alrededor del 27.4% de la población estaban por debajo del umbral de pobreza.